# Erwin Freyer
Erwin Freyer (* 27. Dezember 1914 in Berlin; † 22. September 1992 ebenda) war ein deutscher Widerstandskämpfer gegen den Nationalsozialismus und Generalmajor der NVA. Er war kurzzeitig stellvertretender Minister für Nationale Verteidigung der DDR. 

## Leben
Der Sohn eines Gärtners besuchte die Volksschule und das Gymnasium mit Abitur. 1932 schloss er sich dem Sozialistischen Schülerbund an und leistete ab 1933 illegale politische Arbeit für den  KJVD. Von 1935 bis 1940 studierte er an der Technischen Hochschule Berlin  Flugzeugbau. Von 1940 bis 1944 arbeitete er als Ingenieur in den Henschel Flugzeug-Werken in Berlin-Schönefeld. Er schloss sich der kommunistischen Widerstandsgruppe von Anton Saefkow an, wurde am 15. Juli 1944 zusammen mit Hedwig Hartung verhaftet und am 18. September 1944 mit dem Unteroffizier Heinrich Werner vom Richter des Volksgerichtshofs Paul Reimers zum Tode verurteilt. Während Heinrich Werner hingerichtet wurde, entging er nur knapp dem Henker, da die Vollstreckung seines Urteils wegen seiner Fachkenntnisse aufgeschoben wurde. Er wurde bis Februar 1945 im Zuchthaus Brandenburg-Görden in Einzelhaft gehalten, dann nach Torgau verlegt, wo er im April 1945 freikam und sich nach Berlin begab. 
Er wurde 1945 Mitglied der KPD, 1946 der SED und arbeitete bis 1948 als Referent und Hauptreferent in der Deutschen Zentralverwaltung für Industrie. 1948/49 war er Hauptreferent in der Hauptverwaltung Metallurgie der Deutschen Wirtschaftskommission und nach Gründung der DDR Hauptreferent im Ministerium für Industrie. Von 1951 bis 1953 arbeitete er im Büro für Wirtschaftsfragen des Ministeriums des Innern unter Willi Stoph und von 1953 bis 1955 als Abteilungsleiter im Ministerium für Transportmittel- und Landmaschinenbau. Im März 1955 holte ihn der stellvertretende Vorsitzende des Ministerrates Willi Stoph erneut in sein Büro, wo er zunächst als Mitarbeiter und ab September 1955 als Oberst der KVP und Leiter des Amtes für Technik am Aufbau der NVA beteiligt war. 
Mit Bildung der Nationalen Volksarmee am 1. März 1956 wurde er Stellvertreter des Ministers für Technik und Bewaffnung und am 1. September 1956 zum Generalmajor ernannt. Bereits am 1. Mai 1957 schied er aus dieser Funktion aus und wurde am 19. Februar 1958 – weiterhin im Generalsrang – zunächst Mitglied und Leiter der Hauptabteilung I der Staatlichen Plankommission (SPK), später Stellvertreter des Vorsitzenden, zuständig für den Militärbereich. Wegen einer schweren Erkrankung wurde er 1962 durch Oberst Friedrich Zeiler abgelöst und am 31. Juli 1963 aus der NVA entlassen. 
Vom 1. Januar 1968 bis zu ihrer Auflösung am 31. Dezember 1972 war er Leiter der Prüfstelle für Luftfahrtgerät der Zivilen Luftfahrt (PfL ZL) in Berlin-Schönefeld. Anschließend wirkte er als wissenschaftlicher Mitarbeiter der staatlichen Luftfahrtinspektion der DDR und als stellvertretender Vorsitzender des Kreiskomitees der Antifaschistischen Widerstandskämpfer in Berlin-Weißensee.

## Auszeichnungen
- 1956 Vaterländischer Verdienstorden in Silber und 1974 in Gold